# Banbanán
Banbanán, también conocido como Bambanán,
es un barrio rural   del municipio filipino de primera categoría de Taytay perteneciente a la provincia  de Paragua en Mimaro,  Región IV-B.
En 2007 Banbanán contaba con 1.568 residentes.

## Geografía
El municipio de Taytay se encuentra situado en la isla de Paragua, al norte de la misma.
Su término limita al norte con el municipio de El Nido, barrios de Bebeladán, Bagong-Bayán y Otón, oficialmente Mabini; al  suroeste con el municipio de San Vicente, al sur con el de Roxas; y al sureste con el de Dumaran. En la parte insular se encuentra la bahía de Malampaya y varias isla adyacentes se encuentran tanto en la costa este, mar de Joló como en la  oeste, Mar del Oeste de Filipinas.
Barrio continental situado al noroeste del municipio, en la costa oeste de la península que cierra a poniente  la bahía de Malampaya.
Linda al norte con el barrio de San José; 
al sur con el barrio de Binga que forma parte del  municipio vecino de San Vicente y también, al sureste, con el barrio de Alacalián;
el este con la bahía, donde se abren otras menores como la de Alligator (Alligator Bay), frente al barrio de Pancol;
y al oeste con el barrio de  Minapla, este último en la costa del Mar del Oeste de Filipinas.

### Islas e islotes
Islas adyacentes son las de Inamankolán, de Maylacán, de Malautón, de Gamao, de Malamuno del Norte, de Malamuno del Sur, de Malaibo del Norte, de Malaibo del Sur, de Koinasaán, de Mangobobe y de Liabdán, la más meridional.

### Sitios
Forman parte de este barrio los sitios de Dapay, de Calapo, de Gulang-Gulang, de Cabanbanán, de Binataán y de Bambanán.

### Demografía
El barrio  de Banbanán contaba  en mayo de 2010 con una población de 1.981 habitantes.

## Historia
Taytay formaba parte de la provincia española de  Calamianes, una de las 35 del archipiélago Filipino, en la parte llamada de Visayas. Pertenecía a la audiencia territorial  y Capitanía General de Filipinas, y en lo espiritual a la diócesis de Cebú.
El 16 de junio de 1956  el sitio de Bambanán se convierte en un barrio del municipio de Taytay.